# Mistrzostwa Świata Mężczyzn w Curlingu 1964
Mistrzostwa Świata Mężczyzn w Curlingu 1964 odbyły się pod nazwą Scotch Cup. Po raz pierwszy turniej rozgrywano poza Europą w kanadyjskim Calgary, na Stampede Corral. W mistrzostwach uczestniczyło 6 reprezentacji.

## Reprezentacje
| Kraj              | Czwarty            | Trzeci           | Drugi           | Pierwszy      |
| ----------------- | ------------------ | ---------------- | --------------- | ------------- |
| Kanada            | Lyall Dagg         | Leo Hebert       | Fred Britton    | Barry Naimark |
| Norwegia          | Eivind Kjaervik    | Per Holaker      | Kristian Alstad | Erling Ween   |
| Stany Zjednoczone | Bob Magie          | Bert Payne       | Russell Barber  | Britton Payne |
| Szkocja           | Alex F. Torrance   | Alex A. Torrance | Robert Kirkland | Jimmy Waddell |
| Szwajcaria        | Gerold Keller      | Franz Zimmerman  | Alois Zimmerman | Franz Gernet  |
| Szwecja           | John-Allan Mansson | Curt Jonsson     | Gustav Larsson  | Magnus Berge  |

## Wyniki

### Klasyfikacja końcowa
| # | Kraj              |
| - | ----------------- |
| 1 | Kanada            |
| 2 | Szkocja           |
| 3 | Stany Zjednoczone |
| 4 | Szwecja           |
| 5 | Norwegia          |
| 6 | Szwajcaria        |

### Finał
|        | Wynik   |         |
| ------ | ------- | ------- |
| Kanada | 12 - 10 | Szkocja |

### Półfinały
|         | Wynik  |                   |
| ------- | ------ | ----------------- |
| Kanada  | 14 - 9 | Szwecja           |
| Szkocja | 13 - 8 | Stany Zjednoczone |

### Round Robin
| Sesja |                   | Wynik   |                   |
| ----- | ----------------- | ------- | ----------------- |
| 1     | Szkocja           | 17 - 4  | Norwegia          |
| 1     | Szwecja           | 16 - 4  | Szwajcaria        |
| 1     | Stany Zjednoczone | 7 - 10  | Kanada            |
| 2     | Kanada            | 15 - 2  | Norwegia          |
| 2     | Stany Zjednoczone | 9 - 6   | Szwecja           |
| 2     | Szwajcaria        | 2 - 18  | Szkocja           |
| 3     | Kanada            | 13 - 6  | Szwecja           |
| 3     | Stany Zjednoczone | 5 - 12  | Szkocja           |
| 3     | Norwegia          | 13 - 10 | Szwajcaria        |
| 4     | Kanada            | 20 - 4  | Szwajcaria        |
| 4     | Szkocja           | 13 - 5  | Szwecja           |
| 4     | Norwegia          | 4 - 16  | Stany Zjednoczone |
| 5     | Kanada            | 9 - 7   | Szkocja           |
| 5     | Norwegia          | 4 - 13  | Szwecja           |
| 5     | Szwajcaria        | 4 - 12  | Stany Zjednoczone |